# Who Will Save Your Soul
«Who Will Save Your Soul» es una canción escrita por Jewel  y producida por Ben Keith, incluida en su álbum debut Pieces of You. Fue lanzado como el primer sencillo del álbum en junio de 1996 en Estados Unidos, Alcanzó el puesto 11 en el Hot 100, así como el 3 en el Pop Songs de los Estados Unidos.

## Video musical
El video fue dirigido por Geoff Moore. Fue nominado en los MTV Video Music Awards en la categoría de mejor vídeo femenino.

## Lista de canciones
US Promo
1. Versión de la Radio
2. Entrevista

US Sencillo en CD
1. «Who Will Save Your Soul» (radio versión)
2. «Near You Always»

European Sencillo
1. «Who Will Save Your Soul» (radio versión)
2. «Pieces Of you»
3. «Emily»